# Aghadjari
Aghadjari (en persan : آغاجاری / Âġâjâri) est une ville iranienne de la province du Khouzistan. Voisine d'Omidiyeh, la ville a notamment donné son nom au gisement d'Aghadjari.
Ce gisement de pétrole, découvert en 1936, est parmi les plus importants jamais découvert en Iran. Le dispositif d'injection de gaz, acheminé par le gazoduc Sud-Nord en provenance du gisement de South Pars, distant de 500 km, a été inauguré en 2008 afin de pallier le déclin de sa production.